# Lista över fornlämningar i Marks kommun
Lista över fornlämningar i Marks kommun är en förteckning av ett urval av de fornlämningar som finns i Marks kommun.

## Berghem
| Namn                        | Lämningstyp                 | Tillkomsttid | Historisk indelning    | Plats | Läge                 | ID-nr          | Bild                                 |
| --------------------------- | --------------------------- | ------------ | ---------------------- | ----- | -------------------- | -------------- | ------------------------------------ |
| Kungskullen (Berghem 5:1)   | Hög                         |              | Berghem, Västergötland |       | 57.464896, 12.585416 | 10163000050001 | Ladda upp en bild av detta fornminne |
| Galgbacken (Berghem 7:1)    | Röse                        |              | Berghem, Västergötland |       | 57.459140, 12.569754 | 10163000070001 | Ladda upp en bild av detta fornminne |
| Berghem 11:1                | Grav markerad av sten/block |              | Berghem, Västergötland |       | 57.440828, 12.555511 | 10163000110001 | Ladda upp en bild av detta fornminne |
| Käringstenen (Berghem 14:1) | Grav markerad av sten/block |              | Berghem, Västergötland |       | 57.439193, 12.581601 | 10163000140001 | Ladda upp en bild av detta fornminne |
| Berghem 20:1                | Gravfält                    |              | Berghem, Västergötland |       | 57.430484, 12.563807 | 10163000200001 | Ladda upp en bild av detta fornminne |
| Berghem 23:1                | Röse                        |              | Berghem, Västergötland |       | 57.422448, 12.573265 | 10163000230001 | Ladda upp en bild av detta fornminne |
| Berghem 23:2                | Stensättning                |              | Berghem, Västergötland |       | 57.422495, 12.573486 | 10163000230002 | Ladda upp en bild av detta fornminne |
| Berghem 23:3                | Stensättning                |              | Berghem, Västergötland |       | 57.422458, 12.573017 | 10163000230003 | Ladda upp en bild av detta fornminne |
| Berghem 24:1                | Stensättning                |              | Berghem, Västergötland |       | 57.422904, 12.575195 | 10163000240001 | Ladda upp en bild av detta fornminne |
| Gullerör (Berghem 28:1)     | Gravfält                    |              | Berghem, Västergötland |       | 57.424145, 12.578219 | 10163000280001 | Ladda upp en bild av detta fornminne |
| Berghem 29:1                | Röse                        |              | Berghem, Västergötland |       | 57.427715, 12.587175 | 10163000290001 | Ladda upp en bild av detta fornminne |
| Berghem 33:1                | Grav markerad av sten/block |              | Berghem, Västergötland |       | 57.438722, 12.605714 | 10163000330001 | Ladda upp en bild av detta fornminne |
| Berghem 70:1                | Hällristning                |              | Berghem, Västergötland |       | 57.457793, 12.567364 | 10163000700001 | Ladda upp en bild av detta fornminne |
| Berghem 71:1                | Hällristning                |              | Berghem, Västergötland |       | 57.459574, 12.571911 | 10163000710001 | Ladda upp en bild av detta fornminne |
| Berghem 71:2                | Hällristning                |              | Berghem, Västergötland |       | 57.459568, 12.572072 | 10163000710002 | Ladda upp en bild av detta fornminne |
| Berghem 72:1                | Stensättning                |              | Berghem, Västergötland |       | 57.459080, 12.571460 | 10163000720001 | Ladda upp en bild av detta fornminne |
| Berghem 74:1                | Röse                        |              | Berghem, Västergötland |       | 57.419938, 12.569097 | 10163000740001 | Ladda upp en bild av detta fornminne |
| Berghem 81:1                | Röse                        |              | Berghem, Västergötland |       | 57.430529, 12.594270 | 10163000810001 | Ladda upp en bild av detta fornminne |
| Berghem 88:1                | Stensättning                |              | Berghem, Västergötland |       | 57.459113, 12.619232 | 10163000880001 | Ladda upp en bild av detta fornminne |
| Berghem 88:2                | Stensättning                |              | Berghem, Västergötland |       | 57.459249, 12.619339 | 10163000880002 | Ladda upp en bild av detta fornminne |
| Berghem 119                 | Fornborg                    |              | Berghem, Västergötland |       | 57.428231, 12.634699 | 12000000040241 | Ladda upp en bild av detta fornminne |

## Fotskäl
| Namn                     | Lämningstyp                 | Tillkomsttid | Historisk indelning    | Plats | Läge                 | ID-nr          | Bild                                 |
| ------------------------ | --------------------------- | ------------ | ---------------------- | ----- | -------------------- | -------------- | ------------------------------------ |
| Fotskäl 9:1              | Röse                        |              | Fotskäl, Västergötland |       | 57.466165, 12.498835 | 10165900090001 | Ladda upp en bild av detta fornminne |
| Fotskäl 12:1             | Röse                        |              | Fotskäl, Västergötland |       | 57.465103, 12.481466 | 10165900120001 | Ladda upp en bild av detta fornminne |
| Fotskäl 12:2             | Stensättning                |              | Fotskäl, Västergötland |       | 57.465253, 12.481427 | 10165900120002 | Ladda upp en bild av detta fornminne |
| Fotskäl 13:1             | Röse                        |              | Fotskäl, Västergötland |       | 57.464427, 12.485452 | 10165900130001 | Ladda upp en bild av detta fornminne |
| Fotskäl 22:1             | Gravfält                    |              | Fotskäl, Västergötland |       | 57.471245, 12.504459 | 10165900220001 | Ladda upp en bild av detta fornminne |
| Fotskäl 24:1             | Röse                        |              | Fotskäl, Västergötland |       | 57.462712, 12.508140 | 10165900240001 | Ladda upp en bild av detta fornminne |
| Fotskäl 25:1             | Stensättning                |              | Fotskäl, Västergötland |       | 57.461887, 12.507307 | 10165900250001 | Ladda upp en bild av detta fornminne |
| Råda sten (Fotskäl 27:1) | Grav markerad av sten/block |              | Fotskäl, Västergötland |       | 57.482702, 12.479672 | 10165900270001 | Ladda upp en bild av detta fornminne |
| Vita sten (Fotskäl 28:1) | Stensättning                |              | Fotskäl, Västergötland |       | 57.482648, 12.480736 | 10165900280001 | Ladda upp en bild av detta fornminne |
| Stora rör (Fotskäl 30:1) | Röse                        |              | Fotskäl, Västergötland |       | 57.482059, 12.507378 | 10165900300001 | Ladda upp en bild av detta fornminne |
| Fotskäl 31:1             | Röse                        |              | Fotskäl, Västergötland |       | 57.482596, 12.509456 | 10165900310001 | Ladda upp en bild av detta fornminne |
| Fotskäl 75:1             | Stensättning                |              | Fotskäl, Västergötland |       | 57.445395, 12.479712 | 10165900750001 | Ladda upp en bild av detta fornminne |
| Fotskäl 96:1             | Hällristning                |              | Fotskäl, Västergötland |       | 57.463569, 12.482292 | 10165900960001 | Ladda upp en bild av detta fornminne |
| Fotskäl 97:1             | Röse                        |              | Fotskäl, Västergötland |       | 57.456329, 12.474346 | 10165900970001 | Ladda upp en bild av detta fornminne |
| Fotskäl 98:1             | Begravningsplats            |              | Fotskäl, Västergötland |       | 57.470330, 12.489587 | 10165900980001 | Ladda upp en bild av detta fornminne |
| Fotskäl 109:1            | Stensättning                |              | Fotskäl, Västergötland |       | 57.475839, 12.520584 | 10165901090001 | Ladda upp en bild av detta fornminne |

## Fritsla
| Namn         | Lämningstyp  | Tillkomsttid | Historisk indelning    | Plats | Läge                 | ID-nr          | Bild                                 |
| ------------ | ------------ | ------------ | ---------------------- | ----- | -------------------- | -------------- | ------------------------------------ |
| Fritsla 4:1  | Stensättning |              | Fritsla, Västergötland |       | 57.571498, 12.825602 | 10166100040001 | Ladda upp en bild av detta fornminne |
| Fritsla 4:2  | Stensättning |              | Fritsla, Västergötland |       | 57.571669, 12.825780 | 10166100040002 | Ladda upp en bild av detta fornminne |
| Fritsla 16:1 | Stensättning |              | Fritsla, Västergötland |       | 57.570257, 12.839167 | 10166100160001 | Ladda upp en bild av detta fornminne |

## Hajom
| Namn                   | Lämningstyp                 | Tillkomsttid | Historisk indelning  | Plats | Läge                 | ID-nr          | Bild                                 |
| ---------------------- | --------------------------- | ------------ | -------------------- | ----- | -------------------- | -------------- | ------------------------------------ |
| Hajom 1:1              | Gravfält                    |              | Hajom, Västergötland |       | 57.490982, 12.524519 | 10168000010001 | Ladda upp en bild av detta fornminne |
| Hajom 2:1              | Stenkammargrav              |              | Hajom, Västergötland |       | 57.493104, 12.527147 | 10168000020001 | Ladda upp en bild av detta fornminne |
| Hajom 5:1              | Stensättning                |              | Hajom, Västergötland |       | 57.492779, 12.531440 | 10168000050001 | Ladda upp en bild av detta fornminne |
| Hajom 6:1              | Stensättning                |              | Hajom, Västergötland |       | 57.493513, 12.530186 | 10168000060001 | Ladda upp en bild av detta fornminne |
| Hajom 23:1             | Stenkrets                   |              | Hajom, Västergötland |       | 57.528614, 12.616818 | 10168000230001 | Ladda upp en bild av detta fornminne |
| Hajom 23:2             | Grav markerad av sten/block |              | Hajom, Västergötland |       | 57.528575, 12.616575 | 10168000230002 | Ladda upp en bild av detta fornminne |
| Klyvesten (Hajom 35:2) | Hällristning                |              | Hajom, Västergötland |       | 57.488764, 12.524985 | 10168000350002 | Ladda upp en bild av detta fornminne |
| Hajom 46:1             | Stensättning                |              | Hajom, Västergötland |       | 57.519817, 12.566383 | 10168000460001 | Ladda upp en bild av detta fornminne |
| Hajom 46:2             | Stensättning                |              | Hajom, Västergötland |       | 57.519972, 12.566505 | 10168000460002 | Ladda upp en bild av detta fornminne |
| Hajom 46:3             | Stensättning                |              | Hajom, Västergötland |       | 57.519898, 12.566246 | 10168000460003 | Ladda upp en bild av detta fornminne |
| Hajom 63:1             | Stensättning                |              | Hajom, Västergötland |       | 57.533206, 12.543143 | 10168000630001 | Ladda upp en bild av detta fornminne |
| Hajom 63:2             | Stensättning                |              | Hajom, Västergötland |       | 57.533083, 12.543338 | 10168000630002 | Ladda upp en bild av detta fornminne |
| Fotskäl 31:2           | Stensättning                |              | Hajom, Västergötland |       | 57.482736, 12.509564 | 10165900310002 | Ladda upp en bild av detta fornminne |

## Horred
| Namn        | Lämningstyp                 | Tillkomsttid | Historisk indelning   | Plats | Läge                 | ID-nr          | Bild                                 |
| ----------- | --------------------------- | ------------ | --------------------- | ----- | -------------------- | -------------- | ------------------------------------ |
| Horred 5:1  | Röse                        |              | Horred, Västergötland |       | 57.375216, 12.488871 | 10168900050001 | Ladda upp en bild av detta fornminne |
| Horred 7:1  | Stensättning                |              | Horred, Västergötland |       | 57.375016, 12.413973 | 10168900070001 | Ladda upp en bild av detta fornminne |
| Horred 18:1 | Röse                        |              | Horred, Västergötland |       | 57.348205, 12.444849 | 10168900180001 | Ladda upp en bild av detta fornminne |
| Horred 19:1 | Röse                        |              | Horred, Västergötland |       | 57.345765, 12.436468 | 10168900190001 | Ladda upp en bild av detta fornminne |
| Horred 40:1 | Grav markerad av sten/block |              | Horred, Västergötland |       | 57.375119, 12.457560 | 10168900400001 | Ladda upp en bild av detta fornminne |
| Horred 40:2 | Grav markerad av sten/block |              | Horred, Västergötland |       | 57.375205, 12.457433 | 10168900400002 | Ladda upp en bild av detta fornminne |
| Horred 41:1 | Grav markerad av sten/block |              | Horred, Västergötland |       | 57.366674, 12.433413 | 10168900410001 | Ladda upp en bild av detta fornminne |
| Horred 44:1 | Stensättning                |              | Horred, Västergötland |       | 57.352287, 12.463749 | 10168900440001 | Ladda upp en bild av detta fornminne |

## Hyssna
| Namn                                 | Lämningstyp  | Tillkomsttid | Historisk indelning   | Plats | Läge                 | ID-nr          | Bild                                 |
| ------------------------------------ | ------------ | ------------ | --------------------- | ----- | -------------------- | -------------- | ------------------------------------ |
| Hyssna 24:1                          | Stensättning |              | Hyssna, Västergötland |       | 57.556760, 12.531492 | 10169400240001 | Ladda upp en bild av detta fornminne |
| Högen, se nedan komm. (Hyssna 136:1) | Kvarn        |              | Hyssna, Västergötland |       | 57.562271, 12.539458 | 10169401360001 | Ladda upp en bild av detta fornminne |
| Hyssna 167:1                         | Gravfält     |              | Hyssna, Västergötland |       | 57.543535, 12.539167 | 10169401670001 | Ladda upp en bild av detta fornminne |

## Istorp
| Namn        | Lämningstyp  | Tillkomsttid | Historisk indelning   | Plats | Läge                 | ID-nr          | Bild                                 |
| ----------- | ------------ | ------------ | --------------------- | ----- | -------------------- | -------------- | ------------------------------------ |
| Istorp 5:1  | Stensättning |              | Istorp, Västergötland |       | 57.359167, 12.503728 | 10170200050001 | Ladda upp en bild av detta fornminne |
| Istorp 6:1  | Röse         |              | Istorp, Västergötland |       | 57.357883, 12.501036 | 10170200060001 | Ladda upp en bild av detta fornminne |
| Istorp 6:2  | Stensättning |              | Istorp, Västergötland |       | 57.357649, 12.500606 | 10170200060002 | Ladda upp en bild av detta fornminne |
| Istorp 6:3  | Stensättning |              | Istorp, Västergötland |       | 57.357996, 12.500844 | 10170200060003 | Ladda upp en bild av detta fornminne |
| Istorp 6:4  | Stensättning |              | Istorp, Västergötland |       | 57.358302, 12.501269 | 10170200060004 | Ladda upp en bild av detta fornminne |
| Istorp 11:1 | Stensättning |              | Istorp, Västergötland |       | 57.343444, 12.512505 | 10170200110001 | Ladda upp en bild av detta fornminne |
| Istorp 11:2 | Stensättning |              | Istorp, Västergötland |       | 57.343455, 12.513003 | 10170200110002 | Ladda upp en bild av detta fornminne |
| Istorp 11:3 | Stensättning |              | Istorp, Västergötland |       | 57.343652, 12.512988 | 10170200110003 | Ladda upp en bild av detta fornminne |
| Istorp 14:1 | Stensättning |              | Istorp, Västergötland |       | 57.339970, 12.513491 | 10170200140001 | Ladda upp en bild av detta fornminne |
| Istorp 33:1 | Röse         |              | Istorp, Västergötland |       | 57.320415, 12.508390 | 10170200330001 | Ladda upp en bild av detta fornminne |
| Istorp 66:1 | Stensättning |              | Istorp, Västergötland |       | 57.338429, 12.512881 | 10170200660001 | Ladda upp en bild av detta fornminne |

## Kinna
| Namn                   | Lämningstyp    | Tillkomsttid | Historisk indelning  | Plats | Läge                 | ID-nr          | Bild                                 |
| ---------------------- | -------------- | ------------ | -------------------- | ----- | -------------------- | -------------- | ------------------------------------ |
| Kinnaborg (Kinna 1:1)  | Borg           |              | Kinna, Västergötland |       | 57.505804, 12.710840 | 10170800010001 | Ladda upp en bild av detta fornminne |
| Stegelåsen (Kinna 2:1) | Röse           |              | Kinna, Västergötland |       | 57.536887, 12.656555 | 10170800020001 | Ladda upp en bild av detta fornminne |
| Stegelåsen (Kinna 2:3) | Stensättning   |              | Kinna, Västergötland |       | 57.536879, 12.656318 | 10170800020003 | Ladda upp en bild av detta fornminne |
| Kinna 3:1              | Röse           |              | Kinna, Västergötland |       | 57.533763, 12.653720 | 10170800030001 | Ladda upp en bild av detta fornminne |
| Hedeborg (Kinna 5:1)   | Röse           |              | Kinna, Västergötland |       | 57.494465, 12.699114 | 10170800050001 | Ladda upp en bild av detta fornminne |
| Hedeborg (Kinna 5:2)   | Stensättning   |              | Kinna, Västergötland |       | 57.494167, 12.698988 | 10170800050002 | Ladda upp en bild av detta fornminne |
| Kinna 11:1             | Stensättning   |              | Kinna, Västergötland |       | 57.526108, 12.672702 | 10170800110001 | Ladda upp en bild av detta fornminne |
| Kinna 12:1             | Röse           |              | Kinna, Västergötland |       | 57.519669, 12.664762 | 10170800120001 | Ladda upp en bild av detta fornminne |
| Kinna 13:1             | Hällristning   |              | Kinna, Västergötland |       | 57.518991, 12.662506 | 10170800130001 | Ladda upp en bild av detta fornminne |
| Kinna 16:1             | Röse           |              | Kinna, Västergötland |       | 57.514462, 12.669482 | 10170800160001 | Ladda upp en bild av detta fornminne |
| Kinna 17:1             | Röse           |              | Kinna, Västergötland |       | 57.507901, 12.654827 | 10170800170001 | Ladda upp en bild av detta fornminne |
| Kinna 39:1             | Röse           |              | Kinna, Västergötland |       | 57.555682, 12.687181 | 10170800390001 | Ladda upp en bild av detta fornminne |
| Kinna 39:2             | Stensättning   |              | Kinna, Västergötland |       | 57.555595, 12.687084 | 10170800390002 | Ladda upp en bild av detta fornminne |
| Kinna 49:1             | Hällristning   |              | Kinna, Västergötland |       | 57.509019, 12.671181 | 10170800490001 | Ladda upp en bild av detta fornminne |
| Kinna 49:2             | Hällristning   |              | Kinna, Västergötland |       | 57.508975, 12.671361 | 10170800490002 | Ladda upp en bild av detta fornminne |
| Kinna 52:1             | Stenkammargrav |              | Kinna, Västergötland |       | 57.508926, 12.695662 | 10170800520001 | Ladda upp en bild av detta fornminne |

## Skephult
| Namn                        | Lämningstyp  | Tillkomsttid | Historisk indelning     | Plats | Läge                 | ID-nr          | Bild                                 |
| --------------------------- | ------------ | ------------ | ----------------------- | ----- | -------------------- | -------------- | ------------------------------------ |
| Griftakullen (Skephult 2:1) | Gravfält     |              | Skephult, Västergötland |       | 57.535747, 12.877397 | 10177000020001 | Ladda upp en bild av detta fornminne |
| Björkkullen (Skephult 4:1)  | Gravfält     |              | Skephult, Västergötland |       | 57.513218, 12.822262 | 10177000040001 | Ladda upp en bild av detta fornminne |
| Skephult 6:1                | Röse         |              | Skephult, Västergötland |       | 57.526346, 12.832910 | 10177000060001 | Ladda upp en bild av detta fornminne |
| Skephult 6:2                | Stensättning |              | Skephult, Västergötland |       | 57.526448, 12.832065 | 10177000060002 | Ladda upp en bild av detta fornminne |
| Kyrkåsen (Skephult 7:1)     | Stensättning |              | Skephult, Västergötland |       | 57.513690, 12.881043 | 10177000070001 | Ladda upp en bild av detta fornminne |
| Skephult 9:1                | Gravfält     |              | Skephult, Västergötland |       | 57.499787, 12.822520 | 10177000090001 | Ladda upp en bild av detta fornminne |
| Skephult 10:1               | Röse         |              | Skephult, Västergötland |       | 57.499335, 12.822126 | 10177000100001 | Ladda upp en bild av detta fornminne |
| Skephult 12:1               | Gravfält     |              | Skephult, Västergötland |       | 57.501856, 12.816887 | 10177000120001 | Ladda upp en bild av detta fornminne |
| Skephult 16:1               | Röse         |              | Skephult, Västergötland |       | 57.499422, 12.881426 | 10177000160001 | Ladda upp en bild av detta fornminne |
| Skephult 18:1               | Stensättning |              | Skephult, Västergötland |       | 57.533236, 12.883600 | 10177000180001 | Ladda upp en bild av detta fornminne |
| Skephult 19:1               | Stensättning |              | Skephult, Västergötland |       | 57.534992, 12.885061 | 10177000190001 | Ladda upp en bild av detta fornminne |
| Skephult 25:1               | Stenkrets    |              | Skephult, Västergötland |       | 57.548573, 12.916717 | 10177000250001 | Ladda upp en bild av detta fornminne |
| Skephult 37:1               | Stensättning |              | Skephult, Västergötland |       | 57.519838, 12.856722 | 10177000370001 | Ladda upp en bild av detta fornminne |
| Skephult 45:1               | Stensättning |              | Skephult, Västergötland |       | 57.512643, 12.810836 | 10177000450001 | Ladda upp en bild av detta fornminne |

## Surteby-Kattunga
| Namn                                | Lämningstyp    | Tillkomsttid | Historisk indelning             | Plats | Läge                 | ID-nr          | Bild                                 |
| ----------------------------------- | -------------- | ------------ | ------------------------------- | ----- | -------------------- | -------------- | ------------------------------------ |
| Surteby-Kattunga 1:1                | Röse           |              | Surteby-Kattunga, Västergötland |       | 57.421018, 12.558137 | 10178300010001 | Ladda upp en bild av detta fornminne |
| Surteby-Kattunga 1:2                | Röse           |              | Surteby-Kattunga, Västergötland |       | 57.420792, 12.557838 | 10178300010002 | Ladda upp en bild av detta fornminne |
| Surteby-Kattunga 1:3                | Stensättning   |              | Surteby-Kattunga, Västergötland |       | 57.420891, 12.557719 | 10178300010003 | Ladda upp en bild av detta fornminne |
| Surteby-Kattunga 4:1                | Stensättning   |              | Surteby-Kattunga, Västergötland |       | 57.425203, 12.550420 | 10178300040001 | Ladda upp en bild av detta fornminne |
| Surteby-Kattunga 4:2                | Stensättning   |              | Surteby-Kattunga, Västergötland |       | 57.425132, 12.550597 | 10178300040002 | Ladda upp en bild av detta fornminne |
| Surteby-Kattunga 6:1                | Röse           |              | Surteby-Kattunga, Västergötland |       | 57.402431, 12.532643 | 10178300060001 | Ladda upp en bild av detta fornminne |
| Surteby-Kattunga 8:1                | Röse           |              | Surteby-Kattunga, Västergötland |       | 57.399631, 12.531684 | 10178300080001 | Ladda upp en bild av detta fornminne |
| Surteby-Kattunga 9:1                | Stensättning   |              | Surteby-Kattunga, Västergötland |       | 57.404328, 12.535635 | 10178300090001 | Ladda upp en bild av detta fornminne |
| Surteby-Kattunga 9:2                | Stensättning   |              | Surteby-Kattunga, Västergötland |       | 57.404837, 12.536161 | 10178300090002 | Ladda upp en bild av detta fornminne |
| Surteby-Kattunga 10:1               | Kyrka/kapell   |              | Surteby-Kattunga, Västergötland |       | 57.410440, 12.536615 | 10178300100001 | Ladda upp en bild av detta fornminne |
| Surteby-Kattunga 22:1               | Röse           |              | Surteby-Kattunga, Västergötland |       | 57.417246, 12.538732 | 10178300220001 | Ladda upp en bild av detta fornminne |
| Surteby-Kattunga 22:2               | Röse           |              | Surteby-Kattunga, Västergötland |       | 57.416755, 12.538995 | 10178300220002 | Ladda upp en bild av detta fornminne |
| Surteby-Kattunga 30:1               | Stensättning   |              | Surteby-Kattunga, Västergötland |       | 57.458566, 12.516497 | 10178300300001 | Ladda upp en bild av detta fornminne |
| Surteby-Kattunga 30:2               | Stensättning   |              | Surteby-Kattunga, Västergötland |       | 57.458609, 12.516222 | 10178300300002 | Ladda upp en bild av detta fornminne |
| Surteby-Kattunga 36:1               | Stenkammargrav |              | Surteby-Kattunga, Västergötland |       | 57.429037, 12.406923 | 10178300360001 | Ladda upp en bild av detta fornminne |
| Surteby-Kattunga 37:1               | Stenkammargrav |              | Surteby-Kattunga, Västergötland |       | 57.428307, 12.407676 | 10178300370001 | Ladda upp en bild av detta fornminne |
| Surteby-Kattunga 39:1               | Stensättning   |              | Surteby-Kattunga, Västergötland |       | 57.414626, 12.497630 | 10178300390001 | Ladda upp en bild av detta fornminne |
| Surteby-Kattunga 39:2               | Stensättning   |              | Surteby-Kattunga, Västergötland |       | 57.414357, 12.497229 | 10178300390002 | Ladda upp en bild av detta fornminne |
| Kungagraven (Surteby-Kattunga 40:1) | Stenkammargrav |              | Surteby-Kattunga, Västergötland |       | 57.426367, 12.465303 | 10178300400001 | Ladda upp en bild av detta fornminne |
| Surteby-Kattunga 63:1               | Stensättning   |              | Surteby-Kattunga, Västergötland |       | 57.406626, 12.460542 | 10178300630001 | Ladda upp en bild av detta fornminne |
| Surteby-Kattunga 64:1               | Stensättning   |              | Surteby-Kattunga, Västergötland |       | 57.432416, 12.426081 | 10178300640001 | Ladda upp en bild av detta fornminne |
| Surteby-Kattunga 66:1               | Stensättning   |              | Surteby-Kattunga, Västergötland |       | 57.418685, 12.453976 | 10178300660001 | Ladda upp en bild av detta fornminne |
| Surteby-Kattunga 67:1               | Stensättning   |              | Surteby-Kattunga, Västergötland |       | 57.433790, 12.479666 | 10178300670001 | Ladda upp en bild av detta fornminne |
| Surteby-Kattunga 68:1               | Stensättning   |              | Surteby-Kattunga, Västergötland |       | 57.434428, 12.482028 | 10178300680001 | Ladda upp en bild av detta fornminne |
| Surteby-Kattunga 69:1               | Stensättning   |              | Surteby-Kattunga, Västergötland |       | 57.408576, 12.493789 | 10178300690001 | Ladda upp en bild av detta fornminne |
| Surteby-Kattunga 70:1               | Röse           |              | Surteby-Kattunga, Västergötland |       | 57.429631, 12.488710 | 10178300700001 | Ladda upp en bild av detta fornminne |
| Surteby-Kattunga 70:2               | Stensättning   |              | Surteby-Kattunga, Västergötland |       | 57.429434, 12.489028 | 10178300700002 | Ladda upp en bild av detta fornminne |
| Surteby-Kattunga 70:3               | Stensättning   |              | Surteby-Kattunga, Västergötland |       | 57.429554, 12.488481 | 10178300700003 | Ladda upp en bild av detta fornminne |
| Surteby-Kattunga 73:2               | Stensättning   |              | Surteby-Kattunga, Västergötland |       | 57.421043, 12.560308 | 10178300730002 | Ladda upp en bild av detta fornminne |
| Surteby-Kattunga 75:1               | Stensättning   |              | Surteby-Kattunga, Västergötland |       | 57.417112, 12.563508 | 10178300750001 | Ladda upp en bild av detta fornminne |
| Surteby-Kattunga 77:1               | Stensättning   |              | Surteby-Kattunga, Västergötland |       | 57.416091, 12.539190 | 10178300770001 | Ladda upp en bild av detta fornminne |
| Surteby-Kattunga 77:2               | Stensättning   |              | Surteby-Kattunga, Västergötland |       | 57.415708, 12.538652 | 10178300770002 | Ladda upp en bild av detta fornminne |
| Surteby-Kattunga 78:1               | Stensättning   |              | Surteby-Kattunga, Västergötland |       | 57.418586, 12.539104 | 10178300780001 | Ladda upp en bild av detta fornminne |
| Surteby-Kattunga 83:1               | Stensättning   |              | Surteby-Kattunga, Västergötland |       | 57.446477, 12.515524 | 10178300830001 | Ladda upp en bild av detta fornminne |
| Surteby-Kattunga 83:2               | Hällristning   |              | Surteby-Kattunga, Västergötland |       | 57.446421, 12.515643 | 10178300830002 | Ladda upp en bild av detta fornminne |
| Surteby-Kattunga 85:1               | Stensättning   |              | Surteby-Kattunga, Västergötland |       | 57.448522, 12.540771 | 10178300850001 | Ladda upp en bild av detta fornminne |
| Surteby-Kattunga 85:2               | Stensättning   |              | Surteby-Kattunga, Västergötland |       | 57.448550, 12.540562 | 10178300850002 | Ladda upp en bild av detta fornminne |

## Sätila
| Namn         | Lämningstyp                      | Tillkomsttid | Historisk indelning   | Plats | Läge                 | ID-nr          | Bild                                 |
| ------------ | -------------------------------- | ------------ | --------------------- | ----- | -------------------- | -------------- | ------------------------------------ |
| Sätila 1:1   | Ristning, medeltid/historisk tid |              | Sätila, Västergötland |       | 57.539602, 12.435526 | 10178500010001 | Ladda upp en bild av detta fornminne |
| Sätila 2:1   | Grav markerad av sten/block      |              | Sätila, Västergötland |       | 57.536063, 12.434347 | 10178500020001 | Ladda upp en bild av detta fornminne |
| Sätila 12:1  | Grav markerad av sten/block      |              | Sätila, Västergötland |       | 57.552378, 12.432683 | 10178500120001 | Ladda upp en bild av detta fornminne |
| Sätila 18:1  | Stensättning                     |              | Sätila, Västergötland |       | 57.617080, 12.423008 | 10178500180001 | Ladda upp en bild av detta fornminne |
| Sätila 24:1  | Grav markerad av sten/block      |              | Sätila, Västergötland |       | 57.581933, 12.447163 | 10178500240001 | Ladda upp en bild av detta fornminne |
| Sätila 144:1 | Hög                              |              | Sätila, Västergötland |       | 57.540368, 12.428772 | 10178501440001 | Ladda upp en bild av detta fornminne |
| Sätila 144:2 | Stensättning                     |              | Sätila, Västergötland |       | 57.540355, 12.428396 | 10178501440002 | Ladda upp en bild av detta fornminne |
| Sätila 201:1 | Stensättning                     |              | Sätila, Västergötland |       | 57.518368, 12.408572 | 10178502010001 | Ladda upp en bild av detta fornminne |
| Sätila 202:1 | Stensättning                     |              | Sätila, Västergötland |       | 57.518497, 12.409771 | 10178502020001 | Ladda upp en bild av detta fornminne |

## Torestorp
| Namn                         | Lämningstyp    | Tillkomsttid | Historisk indelning      | Plats | Läge                 | ID-nr          | Bild                                 |
| ---------------------------- | -------------- | ------------ | ------------------------ | ----- | -------------------- | -------------- | ------------------------------------ |
| Torestorp 4:1                | Stenkammargrav |              | Torestorp, Västergötland |       | 57.418951, 12.665279 | 10179500040001 | Ladda upp en bild av detta fornminne |
| Torestorp 8:1                | Röse           |              | Torestorp, Västergötland |       | 57.410893, 12.692279 | 10179500080001 | Ladda upp en bild av detta fornminne |
| Torestorp 23:1               | Röse           |              | Torestorp, Västergötland |       | 57.393325, 12.699044 | 10179500230001 | Ladda upp en bild av detta fornminne |
| Torestorp 23:2               | Röse           |              | Torestorp, Västergötland |       | 57.393143, 12.699437 | 10179500230002 | Ladda upp en bild av detta fornminne |
| Torestorp 26:1               | Röse           |              | Torestorp, Västergötland |       | 57.392282, 12.701411 | 10179500260001 | Ladda upp en bild av detta fornminne |
| Jättegraven (Torestorp 29:1) | Stenkammargrav |              | Torestorp, Västergötland |       | 57.391254, 12.676750 | 10179500290001 | Ladda upp en bild av detta fornminne |
| Torestorp 31:1               | Gravfält       |              | Torestorp, Västergötland |       | 57.390362, 12.670848 | 10179500310001 | Ladda upp en bild av detta fornminne |
| Torestorp 37:1               | Röse           |              | Torestorp, Västergötland |       | 57.390281, 12.701079 | 10179500370001 | Ladda upp en bild av detta fornminne |
| Hönerö (Torestorp 41:1)      | Röse           |              | Torestorp, Västergötland |       | 57.388429, 12.697548 | 10179500410001 | Ladda upp en bild av detta fornminne |
| Torestorp 50:1               | Stensättning   |              | Torestorp, Västergötland |       | 57.389032, 12.713520 | 10179500500001 | Ladda upp en bild av detta fornminne |
| Torestorp 51:1               | Stenkammargrav |              | Torestorp, Västergötland |       | 57.381128, 12.712408 | 10179500510001 | Ladda upp en bild av detta fornminne |
| Torestorp 97:1               | Hällristning   |              | Torestorp, Västergötland |       | 57.385497, 12.660857 | 10179500970001 | Ladda upp en bild av detta fornminne |

## Tostared
| Namn          | Lämningstyp      | Tillkomsttid | Historisk indelning     | Plats | Läge                 | ID-nr          | Bild                                 |
| ------------- | ---------------- | ------------ | ----------------------- | ----- | -------------------- | -------------- | ------------------------------------ |
| Tostared 9:1  | Begravningsplats |              | Tostared, Västergötland |       | 57.467249, 12.380729 | 10179900090001 | Ladda upp en bild av detta fornminne |
| Tostared 20:1 | Stensättning     |              | Tostared, Västergötland |       | 57.485434, 12.411547 | 10179900200001 | Ladda upp en bild av detta fornminne |

## Örby
| Namn                             | Lämningstyp                 | Tillkomsttid | Historisk indelning | Plats | Läge                 | ID-nr          | Bild                                      |
| -------------------------------- | --------------------------- | ------------ | ------------------- | ----- | -------------------- | -------------- | ----------------------------------------- |
| Öresten, Slottsberget (Örby 3:1) | Borg                        |              | Örby, Västergötland |       | 57.464130, 12.632717 | 10183800030001 | Ladda upp en till bild av detta fornminne |
| Örby 8:1                         | Stenkrets                   |              | Örby, Västergötland |       | 57.471629, 12.622179 | 10183800080001 | Ladda upp en bild av detta fornminne      |
| Örby 10:1                        | Grav markerad av sten/block |              | Örby, Västergötland |       | 57.482777, 12.634403 | 10183800100001 | Ladda upp en bild av detta fornminne      |
| Örby 14:1                        | Gravfält                    |              | Örby, Västergötland |       | 57.472838, 12.622942 | 10183800140001 | Ladda upp en bild av detta fornminne      |
| Galgbacken (Örby 18:1)           | Stenkammargrav              |              | Örby, Västergötland |       | 57.491537, 12.637835 | 10183800180001 | Ladda upp en bild av detta fornminne      |
| Örby 40:1                        | Stensättning                |              | Örby, Västergötland |       | 57.442605, 12.627886 | 10183800400001 | Ladda upp en bild av detta fornminne      |
| Örby 43:1                        | Röse                        |              | Örby, Västergötland |       | 57.463363, 12.651274 | 10183800430001 | Ladda upp en bild av detta fornminne      |
| Örby 45:1                        | Stensättning                |              | Örby, Västergötland |       | 57.465554, 12.643753 | 10183800450001 | Ladda upp en bild av detta fornminne      |
| Örby 46:1                        | Röse                        |              | Örby, Västergötland |       | 57.474493, 12.650204 | 10183800460001 | Ladda upp en bild av detta fornminne      |
| Örby 49:1                        | Stensättning                |              | Örby, Västergötland |       | 57.503855, 12.637622 | 10183800490001 | Ladda upp en bild av detta fornminne      |
| Stora Rör (Örby 50:1)            | Röse                        |              | Örby, Västergötland |       | 57.474881, 12.663367 | 10183800500001 | Ladda upp en till bild av detta fornminne |
| Örby 52:1                        | Stensättning                |              | Örby, Västergötland |       | 57.468068, 12.662689 | 10183800520001 | Ladda upp en bild av detta fornminne      |
| Örby 53:1                        | Stensättning                |              | Örby, Västergötland |       | 57.466959, 12.650039 | 10183800530001 | Ladda upp en bild av detta fornminne      |
| Örby 53:2                        | Stensättning                |              | Örby, Västergötland |       | 57.466578, 12.650168 | 10183800530002 | Ladda upp en bild av detta fornminne      |
| Örby 53:3                        | Stenkrets                   |              | Örby, Västergötland |       | 57.466766, 12.650022 | 10183800530003 | Ladda upp en bild av detta fornminne      |
| Örby 54:1                        | Röse                        |              | Örby, Västergötland |       | 57.467637, 12.651843 | 10183800540001 | Ladda upp en bild av detta fornminne      |
| Örby 55:1                        | Röse                        |              | Örby, Västergötland |       | 57.467219, 12.650521 | 10183800550001 | Ladda upp en bild av detta fornminne      |
| Örby 55:2                        | Stensättning                |              | Örby, Västergötland |       | 57.467282, 12.650702 | 10183800550002 | Ladda upp en bild av detta fornminne      |
| Örby 56:1                        | Röse                        |              | Örby, Västergötland |       | 57.462273, 12.651592 | 10183800560001 | Ladda upp en bild av detta fornminne      |
| Örby 57:2                        | Stenkammargrav              |              | Örby, Västergötland |       | 57.426449, 12.637297 | 10183800570002 | Ladda upp en bild av detta fornminne      |
| Örby 60:1                        | Stenkammargrav              |              | Örby, Västergötland |       | 57.460452, 12.667818 | 10183800600001 | Ladda upp en bild av detta fornminne      |
| Örby 66:1                        | Hällristning                |              | Örby, Västergötland |       | 57.461034, 12.640977 | 10183800660001 | Ladda upp en bild av detta fornminne      |
| Örby 83:1                        | Hällristning                |              | Örby, Västergötland |       | 57.459397, 12.631977 | 10183800830001 | Ladda upp en bild av detta fornminne      |
| Örby 85:1                        | Hällristning                |              | Örby, Västergötland |       | 57.469139, 12.636021 | 10183800850001 | Ladda upp en bild av detta fornminne      |
| Örby 86:1                        | Stensättning                |              | Örby, Västergötland |       | 57.500760, 12.635051 | 10183800860001 | Ladda upp en bild av detta fornminne      |
| Örby 91:3                        | Stenkrets                   |              | Örby, Västergötland |       | 57.466528, 12.649462 | 10183800910003 | Ladda upp en bild av detta fornminne      |
| Örby 102:1                       | Röse                        |              | Örby, Västergötland |       | 57.497684, 12.756522 | 10183801020001 | Ladda upp en bild av detta fornminne      |
| Örby 105:1                       | Hög                         |              | Örby, Västergötland |       | 57.491726, 12.775544 | 10183801050001 | Ladda upp en bild av detta fornminne      |
| Örby 110:1                       | Gravfält                    |              | Örby, Västergötland |       | 57.466771, 12.744540 | 10183801100001 | Ladda upp en bild av detta fornminne      |
| Örby 111:1                       | Stensättning                |              | Örby, Västergötland |       | 57.467791, 12.757936 | 10183801110001 | Ladda upp en bild av detta fornminne      |
| Örby 112:1                       | Gravfält                    |              | Örby, Västergötland |       | 57.511520, 12.807342 | 10183801120001 | Ladda upp en bild av detta fornminne      |
| Örby 115:1                       | Röse                        |              | Örby, Västergötland |       | 57.473093, 12.736435 | 10183801150001 | Ladda upp en bild av detta fornminne      |
| Örby 116:1                       | Grav markerad av sten/block |              | Örby, Västergötland |       | 57.481155, 12.695985 | 10183801160001 | Ladda upp en bild av detta fornminne      |
| Örby 118:1                       | Stensättning                |              | Örby, Västergötland |       | 57.478248, 12.690371 | 10183801180001 | Ladda upp en bild av detta fornminne      |
| Örby 119:1                       | Stensättning                |              | Örby, Västergötland |       | 57.479771, 12.685997 | 10183801190001 | Ladda upp en bild av detta fornminne      |
| Örby 123:1                       | Stensättning                |              | Örby, Västergötland |       | 57.480893, 12.681722 | 10183801230001 | Ladda upp en bild av detta fornminne      |
| Örby 124:1                       | Stensättning                |              | Örby, Västergötland |       | 57.480558, 12.681109 | 10183801240001 | Ladda upp en bild av detta fornminne      |
| Örby 124:2                       | Stensättning                |              | Örby, Västergötland |       | 57.480436, 12.680936 | 10183801240002 | Ladda upp en bild av detta fornminne      |
| Örby 126:1                       | Hällristning                |              | Örby, Västergötland |       | 57.472607, 12.684571 | 10183801260001 | Ladda upp en bild av detta fornminne      |
| Örby 127:1                       | Stensättning                |              | Örby, Västergötland |       | 57.472529, 12.682867 | 10183801270001 | Ladda upp en bild av detta fornminne      |
| Örby 127:2                       | Stensättning                |              | Örby, Västergötland |       | 57.472436, 12.682908 | 10183801270002 | Ladda upp en bild av detta fornminne      |
| Domareberget (Örby 128:1)        | Gravfält                    |              | Örby, Västergötland |       | 57.469610, 12.682287 | 10183801280001 | Ladda upp en till bild av detta fornminne |
| Örby 133:1                       | Röse                        |              | Örby, Västergötland |       | 57.479893, 12.678403 | 10183801330001 | Ladda upp en bild av detta fornminne      |
| Örby 134:1                       | Röse                        |              | Örby, Västergötland |       | 57.479210, 12.678396 | 10183801340001 | Ladda upp en bild av detta fornminne      |
| Örby 134:2                       | Stensättning                |              | Örby, Västergötland |       | 57.479311, 12.678272 | 10183801340002 | Ladda upp en bild av detta fornminne      |
| Örby 137:1                       | Stensättning                |              | Örby, Västergötland |       | 57.468353, 12.729743 | 10183801370001 | Ladda upp en bild av detta fornminne      |
| Örby 137:2                       | Stensättning                |              | Örby, Västergötland |       | 57.468379, 12.729955 | 10183801370002 | Ladda upp en bild av detta fornminne      |
| Örby 138:1                       | Röse                        |              | Örby, Västergötland |       | 57.481529, 12.678779 | 10183801380001 | Ladda upp en bild av detta fornminne      |
| Örby 141:1                       | Stensättning                |              | Örby, Västergötland |       | 57.463917, 12.712385 | 10183801410001 | Ladda upp en bild av detta fornminne      |
| Örby 142:1                       | Stensättning                |              | Örby, Västergötland |       | 57.485206, 12.704211 | 10183801420001 | Ladda upp en bild av detta fornminne      |
| Örby 144:1                       | Hög                         |              | Örby, Västergötland |       | 57.483155, 12.695837 | 10183801440001 | Ladda upp en bild av detta fornminne      |
| Örby 145:1                       | Röse                        |              | Örby, Västergötland |       | 57.518590, 12.751428 | 10183801450001 | Ladda upp en bild av detta fornminne      |
| Örby 145:2                       | Stenkrets                   |              | Örby, Västergötland |       | 57.518481, 12.751289 | 10183801450002 | Ladda upp en bild av detta fornminne      |
| Örby 146:1                       | Röse                        |              | Örby, Västergötland |       | 57.506758, 12.733610 | 10183801460001 | Ladda upp en bild av detta fornminne      |
| Örby 146:2                       | Stensättning                |              | Örby, Västergötland |       | 57.506838, 12.733817 | 10183801460002 | Ladda upp en bild av detta fornminne      |
| Vareberget (Örby 155:1)          | Röse                        |              | Örby, Västergötland |       | 57.441910, 12.688678 | 10183801550001 | Ladda upp en bild av detta fornminne      |
| Örby 157:1                       | Röse                        |              | Örby, Västergötland |       | 57.450642, 12.694619 | 10183801570001 | Ladda upp en bild av detta fornminne      |
| Örby 159:1                       | Röse                        |              | Örby, Västergötland |       | 57.444893, 12.698899 | 10183801590001 | Ladda upp en bild av detta fornminne      |
| Örby 163:1                       | Röse                        |              | Örby, Västergötland |       | 57.451293, 12.702127 | 10183801630001 | Ladda upp en bild av detta fornminne      |
| Örby 164:1                       | Stensättning                |              | Örby, Västergötland |       | 57.454887, 12.706531 | 10183801640001 | Ladda upp en bild av detta fornminne      |
| Örby 167:1                       | Gravfält                    |              | Örby, Västergötland |       | 57.442407, 12.738324 | 10183801670001 | Ladda upp en bild av detta fornminne      |
| Svänasjö Kyrkplats (Örby 169:1)  | Begravningsplats            |              | Örby, Västergötland |       | 57.454765, 12.812107 | 10183801690001 | Ladda upp en bild av detta fornminne      |
| Örby 173:1                       | Röse                        |              | Örby, Västergötland |       | 57.505743, 12.732022 | 10183801730001 | Ladda upp en bild av detta fornminne      |
| Örby 175:1                       | Stensättning                |              | Örby, Västergötland |       | 57.466972, 12.728307 | 10183801750001 | Ladda upp en bild av detta fornminne      |
| Örby 175:2                       | Stensättning                |              | Örby, Västergötland |       | 57.467367, 12.728159 | 10183801750002 | Ladda upp en bild av detta fornminne      |
| Örby 177:1                       | Stensättning                |              | Örby, Västergötland |       | 57.483886, 12.760505 | 10183801770001 | Ladda upp en bild av detta fornminne      |
| Örby 178:1                       | Stensättning                |              | Örby, Västergötland |       | 57.474161, 12.798918 | 10183801780001 | Ladda upp en bild av detta fornminne      |
| Örby 194:1                       | Röse                        |              | Örby, Västergötland |       | 57.499397, 12.769348 | 10183801940001 | Ladda upp en bild av detta fornminne      |
| Örby 198:1                       | Stensättning                |              | Örby, Västergötland |       | 57.491600, 12.722221 | 10183801980001 | Ladda upp en bild av detta fornminne      |
| Örby 199:1                       | Stensättning                |              | Örby, Västergötland |       | 57.491404, 12.737743 | 10183801990001 | Ladda upp en bild av detta fornminne      |
| Örby 211:1                       | Stensättning                |              | Örby, Västergötland |       | 57.447325, 12.738111 | 10183802110001 | Ladda upp en bild av detta fornminne      |
| Örby 217:1                       | Stenkammargrav              |              | Örby, Västergötland |       | 57.451992, 12.703633 | 10183802170001 | Ladda upp en bild av detta fornminne      |
| Örby 218:1                       | Stensättning                |              | Örby, Västergötland |       | 57.448528, 12.699884 | 10183802180001 | Ladda upp en bild av detta fornminne      |
| Örby 222:1                       | Stensättning                |              | Örby, Västergötland |       | 57.467749, 12.720021 | 10183802220001 | Ladda upp en bild av detta fornminne      |
| Örby 225:1                       | Stenkammargrav              |              | Örby, Västergötland |       | 57.490050, 12.714612 | 10183802250001 | Ladda upp en bild av detta fornminne      |
| Örby 231:1                       | Stensättning                |              | Örby, Västergötland |       | 57.493789, 12.712856 | 10183802310001 | Ladda upp en bild av detta fornminne      |
| Örby 232:1                       | Stensättning                |              | Örby, Västergötland |       | 57.465936, 12.681784 | 10183802320001 | Ladda upp en bild av detta fornminne      |
| Örby 235:1                       | Stensättning                |              | Örby, Västergötland |       | 57.471819, 12.675890 | 10183802350001 | Ladda upp en bild av detta fornminne      |
| Örby 237:1                       | Stensättning                |              | Örby, Västergötland |       | 57.476232, 12.685074 | 10183802370001 | Ladda upp en bild av detta fornminne      |
| Örby 238:1                       | Röse                        |              | Örby, Västergötland |       | 57.478901, 12.685786 | 10183802380001 | Ladda upp en bild av detta fornminne      |
| Örby 243:1                       | Stensättning                |              | Örby, Västergötland |       | 57.447624, 12.737320 | 10183802430001 | Ladda upp en bild av detta fornminne      |
| Örby 456                         | Gravfält                    |              | Örby, Västergötland |       | 57.469813, 12.723428 | 12000000090343 | Ladda upp en bild av detta fornminne      |

## Öxabäck
| Namn         | Lämningstyp    | Tillkomsttid | Historisk indelning    | Plats | Läge                 | ID-nr          | Bild                                 |
| ------------ | -------------- | ------------ | ---------------------- | ----- | -------------------- | -------------- | ------------------------------------ |
| Öxabäck 2:1  | Stenkrets      |              | Öxabäck, Västergötland |       | 57.353694, 12.857900 | 10184200020001 | Ladda upp en bild av detta fornminne |
| Öxabäck 7:1  | Stensättning   |              | Öxabäck, Västergötland |       | 57.407192, 12.835902 | 10184200070001 | Ladda upp en bild av detta fornminne |
| Öxabäck 7:2  | Stensättning   |              | Öxabäck, Västergötland |       | 57.407074, 12.836000 | 10184200070002 | Ladda upp en bild av detta fornminne |
| Öxabäck 16:1 | Stenkammargrav |              | Öxabäck, Västergötland |       | 57.397101, 12.868767 | 10184200160001 | Ladda upp en bild av detta fornminne |
| Öxabäck 31:1 | Stensättning   |              | Öxabäck, Västergötland |       | 57.398090, 12.857183 | 10184200310001 | Ladda upp en bild av detta fornminne |

## Öxnevalla
| Namn                        | Lämningstyp                 | Tillkomsttid | Historisk indelning      | Plats | Läge                 | ID-nr          | Bild                                 |
| --------------------------- | --------------------------- | ------------ | ------------------------ | ----- | -------------------- | -------------- | ------------------------------------ |
| Öxnevalla 1:1               | Röse                        |              | Öxnevalla, Västergötland |       | 57.378722, 12.545873 | 10184300010001 | Ladda upp en bild av detta fornminne |
| Öxnevalla 2:1               | Stensättning                |              | Öxnevalla, Västergötland |       | 57.386114, 12.551269 | 10184300020001 | Ladda upp en bild av detta fornminne |
| Öxnevalla 5:1               | Stensättning                |              | Öxnevalla, Västergötland |       | 57.380497, 12.550829 | 10184300050001 | Ladda upp en bild av detta fornminne |
| Öxnevalla 7:1               | Röse                        |              | Öxnevalla, Västergötland |       | 57.377145, 12.561661 | 10184300070001 | Ladda upp en bild av detta fornminne |
| Öxnevalla 7:2               | Röse                        |              | Öxnevalla, Västergötland |       | 57.377023, 12.561549 | 10184300070002 | Ladda upp en bild av detta fornminne |
| Öxnevalla 7:3               | Röse                        |              | Öxnevalla, Västergötland |       | 57.377192, 12.561273 | 10184300070003 | Ladda upp en bild av detta fornminne |
| Öxnevalla 8:1               | Gravfält                    |              | Öxnevalla, Västergötland |       | 57.372038, 12.559980 | 10184300080001 | Ladda upp en bild av detta fornminne |
| Öxnevalla 12:1              | Stensättning                |              | Öxnevalla, Västergötland |       | 57.372520, 12.559035 | 10184300120001 | Ladda upp en bild av detta fornminne |
| Öxnevalla 14:1              | Röse                        |              | Öxnevalla, Västergötland |       | 57.364932, 12.566241 | 10184300140001 | Ladda upp en bild av detta fornminne |
| Öxnevalla 14:2              | Stensättning                |              | Öxnevalla, Västergötland |       | 57.364651, 12.566415 | 10184300140002 | Ladda upp en bild av detta fornminne |
| Öxnevalla 14:3              | Stensättning                |              | Öxnevalla, Västergötland |       | 57.364630, 12.565878 | 10184300140003 | Ladda upp en bild av detta fornminne |
| Öxnevalla 14:4              | Stensättning                |              | Öxnevalla, Västergötland |       | 57.364345, 12.566345 | 10184300140004 | Ladda upp en bild av detta fornminne |
| Hjältarös (Öxnevalla 15:1)  | Röse                        |              | Öxnevalla, Västergötland |       | 57.361801, 12.570575 | 10184300150001 | Ladda upp en bild av detta fornminne |
| Öxnevalla 16:1              | Stensättning                |              | Öxnevalla, Västergötland |       | 57.357724, 12.543010 | 10184300160001 | Ladda upp en bild av detta fornminne |
| Öxnevalla 16:2              | Stensättning                |              | Öxnevalla, Västergötland |       | 57.357315, 12.543606 | 10184300160002 | Ladda upp en bild av detta fornminne |
| Öxnevalla 17:1              | Stensättning                |              | Öxnevalla, Västergötland |       | 57.356706, 12.542506 | 10184300170001 | Ladda upp en bild av detta fornminne |
| Öxnevalla 17:2              | Stensättning                |              | Öxnevalla, Västergötland |       | 57.356269, 12.543022 | 10184300170002 | Ladda upp en bild av detta fornminne |
| Öxnevalla 17:3              | Stensättning                |              | Öxnevalla, Västergötland |       | 57.356414, 12.542712 | 10184300170003 | Ladda upp en bild av detta fornminne |
| Öxnevalla 17:4              | Stensättning                |              | Öxnevalla, Västergötland |       | 57.356406, 12.542347 | 10184300170004 | Ladda upp en bild av detta fornminne |
| Öxnevalla 17:5              | Stensättning                |              | Öxnevalla, Västergötland |       | 57.356311, 12.541722 | 10184300170005 | Ladda upp en bild av detta fornminne |
| Öxnevalla 17:6              | Röse                        |              | Öxnevalla, Västergötland |       | 57.356166, 12.541268 | 10184300170006 | Ladda upp en bild av detta fornminne |
| Öxnevalla 18:2              | Stensättning                |              | Öxnevalla, Västergötland |       | 57.353117, 12.540357 | 10184300180002 | Ladda upp en bild av detta fornminne |
| Öxnevalla 18:3              | Stensättning                |              | Öxnevalla, Västergötland |       | 57.353174, 12.540103 | 10184300180003 | Ladda upp en bild av detta fornminne |
| Öxnevalla 18:4              | Stensättning                |              | Öxnevalla, Västergötland |       | 57.352774, 12.539885 | 10184300180004 | Ladda upp en bild av detta fornminne |
| Öxnevalla 19:1              | Stensättning                |              | Öxnevalla, Västergötland |       | 57.355467, 12.543733 | 10184300190001 | Ladda upp en bild av detta fornminne |
| Öxnevalla 19:2              | Röse                        |              | Öxnevalla, Västergötland |       | 57.355278, 12.542988 | 10184300190002 | Ladda upp en bild av detta fornminne |
| Öxnevalla 19:3              | Stenkrets                   |              | Öxnevalla, Västergötland |       | 57.355334, 12.542629 | 10184300190003 | Ladda upp en bild av detta fornminne |
| Öxnevalla 19:4              | Stensättning                |              | Öxnevalla, Västergötland |       | 57.355678, 12.543949 | 10184300190004 | Ladda upp en bild av detta fornminne |
| Öxnevalla 19:5              | Grav markerad av sten/block |              | Öxnevalla, Västergötland |       | 57.355446, 12.543202 | 10184300190005 | Ladda upp en bild av detta fornminne |
| Kungshögen (Öxnevalla 20:1) | Stensättning                |              | Öxnevalla, Västergötland |       | 57.358158, 12.539934 | 10184300200001 | Ladda upp en bild av detta fornminne |
| Öxnevalla 21:1              | Röse                        |              | Öxnevalla, Västergötland |       | 57.357281, 12.545255 | 10184300210001 | Ladda upp en bild av detta fornminne |
| Öxnevalla 21:2              | Stensättning                |              | Öxnevalla, Västergötland |       | 57.357211, 12.545360 | 10184300210002 | Ladda upp en bild av detta fornminne |
| Öxnevalla 21:3              | Stensättning                |              | Öxnevalla, Västergötland |       | 57.357400, 12.545379 | 10184300210003 | Ladda upp en bild av detta fornminne |
| Öxnevalla 21:4              | Stensättning                |              | Öxnevalla, Västergötland |       | 57.357096, 12.545452 | 10184300210004 | Ladda upp en bild av detta fornminne |
| Öxnevalla 22:1              | Röse                        |              | Öxnevalla, Västergötland |       | 57.362468, 12.549759 | 10184300220001 | Ladda upp en bild av detta fornminne |
| Öxnevalla 23:1              | Röse                        |              | Öxnevalla, Västergötland |       | 57.363739, 12.563112 | 10184300230001 | Ladda upp en bild av detta fornminne |
| Öxnevalla 28:1              | Röse                        |              | Öxnevalla, Västergötland |       | 57.401168, 12.592262 | 10184300280001 | Ladda upp en bild av detta fornminne |
| Öxnevalla 29:1              | Gravfält                    |              | Öxnevalla, Västergötland |       | 57.399836, 12.595042 | 10184300290001 | Ladda upp en bild av detta fornminne |
| Öxnevalla 31:1              | Stensättning                |              | Öxnevalla, Västergötland |       | 57.408488, 12.619348 | 10184300310001 | Ladda upp en bild av detta fornminne |
| Öxnevalla 33:1              | Stenkrets                   |              | Öxnevalla, Västergötland |       | 57.409745, 12.618177 | 10184300330001 | Ladda upp en bild av detta fornminne |
| Öxnevalla 33:2              | Stensättning                |              | Öxnevalla, Västergötland |       | 57.409588, 12.618158 | 10184300330002 | Ladda upp en bild av detta fornminne |
| Öxnevalla 47:1              | Grav markerad av sten/block |              | Öxnevalla, Västergötland |       | 57.384620, 12.571760 | 10184300470001 | Ladda upp en bild av detta fornminne |
| Öxnevalla 50:1              | Hällristning                |              | Öxnevalla, Västergötland |       | 57.375019, 12.543205 | 10184300500001 | Ladda upp en bild av detta fornminne |
| Öxnevalla 51:1              | Stensättning                |              | Öxnevalla, Västergötland |       | 57.371873, 12.562772 | 10184300510001 | Ladda upp en bild av detta fornminne |
| Öxnevalla 53:1              | Stensättning                |              | Öxnevalla, Västergötland |       | 57.375535, 12.561872 | 10184300530001 | Ladda upp en bild av detta fornminne |
| Öxnevalla 54:1              | Stensättning                |              | Öxnevalla, Västergötland |       | 57.375959, 12.560794 | 10184300540001 | Ladda upp en bild av detta fornminne |
| Öxnevalla 54:2              | Stensättning                |              | Öxnevalla, Västergötland |       | 57.376033, 12.560236 | 10184300540002 | Ladda upp en bild av detta fornminne |
| Öxnevalla 55:1              | Hällristning                |              | Öxnevalla, Västergötland |       | 57.377211, 12.567173 | 10184300550001 | Ladda upp en bild av detta fornminne |
| Öxnevalla 56:1              | Hällristning                |              | Öxnevalla, Västergötland |       | 57.373731, 12.569473 | 10184300560001 | Ladda upp en bild av detta fornminne |
| Öxnevalla 56:2              | Hällristning                |              | Öxnevalla, Västergötland |       | 57.373731, 12.569473 | 10184300560002 | Ladda upp en bild av detta fornminne |
| Öxnevalla 62:1              | Stensättning                |              | Öxnevalla, Västergötland |       | 57.360476, 12.547884 | 10184300620001 | Ladda upp en bild av detta fornminne |
| Öxnevalla 66:1              | Stensättning                |              | Öxnevalla, Västergötland |       | 57.352881, 12.541855 | 10184300660001 | Ladda upp en bild av detta fornminne |
| Öxnevalla 67:1              | Stensättning                |              | Öxnevalla, Västergötland |       | 57.353502, 12.542688 | 10184300670001 | Ladda upp en bild av detta fornminne |
| Öxnevalla 68:1              | Hällristning                |              | Öxnevalla, Västergötland |       | 57.345147, 12.525335 | 10184300680001 | Ladda upp en bild av detta fornminne |
| Öxnevalla 70:1              | Stensättning                |              | Öxnevalla, Västergötland |       | 57.364042, 12.567835 | 10184300700001 | Ladda upp en bild av detta fornminne |
| Öxnevalla 70:2              | Stensättning                |              | Öxnevalla, Västergötland |       | 57.364162, 12.568048 | 10184300700002 | Ladda upp en bild av detta fornminne |
| Öxnevalla 71:1              | Stensättning                |              | Öxnevalla, Västergötland |       | 57.364207, 12.569768 | 10184300710001 | Ladda upp en bild av detta fornminne |
| Öxnevalla 80:1              | Stensättning                |              | Öxnevalla, Västergötland |       | 57.375032, 12.559191 | 10184300800001 | Ladda upp en bild av detta fornminne |